# Un
Un là một thị xã và là một nagar panchayat của quận Muzaffarnagar thuộc bang Uttar Pradesh, Ấn Độ.

## Địa lý
Un có vị trí 29°35′B 77°15′Đ / 29,58°B 77,25°Đ Nó có độ cao trung bình là 240 mét (787 feet).

## Nhân khẩu
Theo điều tra dân số năm 2001 của Ấn Độ, Un có dân số 14.548 người. Phái nam chiếm 55% tổng số dân và phái nữ chiếm 45%. Un có tỷ lệ 58% biết đọc biết viết, thấp hơn tỷ lệ trung bình toàn quốc là 59,5%: tỷ lệ cho phái nam là 69%, và tỷ lệ cho phái nữ là 45%. Tại Un, 15% dân số nhỏ hơn 6 tuổi.